# Aldo Agroppi
Aldo Agroppi (Piombino, Reino de Italia; 14 de abril de 1944 – Piombino, Italia; 2 de enero de 2025) fue un futbolista y entrenador de fútbol italiano que jugó en la posición de centrocampista.

## Inicios
Criado en la cantera del Piombino, con el que debutó en la Serie D en la temporada 1960-1961 siendo aún un adolescente, fue visto y comprado por el Torino, que inicialmente lo cedió a varios equipos: primero al Génova en 1964-1965, que le dejó jugar en las categorías inferiores, y con el que ganó el Torneo de Viareggio. Por ello al año siguiente pasó al Ternana de la Serie C, mientras que al año siguiente pasó al Potenza de segunda división, jugando ininterrumpidamente ambos campeonatos.
En vísperas de la temporada 1967-1968 regresó a la Granata de forma permanente, debutando en la Serie A el 15 de octubre en Turín- Sampdoria por 4-2 (el mismo día que perdió la vida Luigi Meroni). En definitiva, se convirtió en una de las banderas de Turín en aquellos años: Agroppi estuvo entre los protagonistas del renacimiento del equipo piamontés entre los años 1960 y 1970, con el que ganó dos Copas de Italia (en 1967-1968 y ediciones 1970-1971); Estos son los primeros éxitos del club Granata desde la tragedia del Grande Torino y la tragedia de Superga.
Tras una militancia de casi diez años en Turín, en la temporada 1975-1976 el jugador se trasladó al Perugia, recién ascendido a la Serie A. Con los Grifoni lideró dos buenos campeonatos más en la máxima categoría, luciendo también el brazalete de capitán del equipo. Jugó varias veces con la selección de Umbría, antes de retirarse del fútbol al final del torneo 1976-77.

## Nacional
Jugó 5 partidos con la selección absoluta, debutando el 17 de junio de 1972 en un amistoso contra Rumanía en Bucarest (3-3); también cuenta con un partido con la selección nacional B, disputado el 16 de octubre de 1968. 

## Entrenador
Terminada su carrera como deportista activo, Agroppi comenzó inmediatamente su carrera como entrenador y, tras dirigir el equipo juvenil del Perugia, fue contratado en la Serie B por el Pescara para el campeonato 1980-1981. Poseedor del récord -aún existente- de menor cantidad de derrotas (1) en un torneo de la Serie B de 20 equipos.
La temporada siguiente logró regresar al Pisa de Romeo Anconetani a la Serie A. Aún en la cadetería, en 1983-1984 fue llamado por Padua, dimitiendo sin embargo después de tres meses por problemas de depresión. Mientras que en 1984-1985 hizo un buen campeonato en el banquillo del Perugia, al que llevó a la cuarta posición, perdiendo sólo uno contra los rojiblancos, todavía un récord para la Serie B, y permaneció en la lucha por el ascenso a la máxima categoría hasta el último día, perdiéndolo por sólo un punto.
Al año siguiente fue llamado para sentarse en el banquillo de la Fiorentina, en la máxima categoría, donde logró otro cuarto puesto. La experiencia toscana, sin embargo, estuvo marcada por feroces conflictos entre Agroppi y los ultras de la Viola, que le acusaban de falta de respeto hacia el capitán del equipo Giancarlo Antognoni: el 11 de marzo de 1986 esto desembocó en un violento ataque contra el entrenador cuando se marchaba del estadio de Florencia, que no degeneró sólo gracias a la intervención del futbolista Daniel Passarell. 
Al finalizar la temporada Agroppi se vio involucrado en el escándalo Totonero-bis, siendo inhabilitado por cuatro meses por no presentarse, en relación a un partido de la temporada cadete 1984-1985.
A partir de ese momento comenzó el declive: despido en Como en 1989-1990, dos temporadas de parón y, finalmente, una decepcionante regreso a Florencia ( 1992-1993 ) en el que llevó al equipo al sexto puesto y encadenó una racha negativa de resultados (tres victorias, nueve empates y ocho derrotas) culminó con una destitución a pocos días del final del campeonato, que sin embargo no fue suficiente para salvar a la Viola del descenso, después de cincuenta y cuatro años, a la segunda división.

## Muerte
Ingresado en la unidad de cuidados intensivos por neumonía bilateral en el hospital de Piombino, falleció el 2 de enero de 2025 a la edad de 80 años. 

## Carrera

### Club
| Periodo   | Club                      | Apariciones | Goles |
| --------- | ------------------------- | ----------- | ----- |
| 1960-1961 | Atletico Piombino         | 3           | 0     |
| 1961-1975 | Torino FC                 | 212         | 15    |
| 1964-1965 | → Genoa CFC (cedido)      | 0           | 0     |
| 1965–1966 | → Ternana Calcio (cedido) | 26          | 6     |
| 1966–1967 | → Potenza Calcio (cedido) | 35          | 3     |
| 1975–1977 | Perugia Calcio            | 37          | 2     |

### Selección nacional
Agroppi debutó con Italia el 17 de junio de 1972 en un partido amistoso ante Rumania que terminó 3-3 en Bucarest. Jugó cinco partidos internacionales con la selección nacional, siendo el último de ellos el 13 de enero de 1973 en el empate 0-0 ante Turquía en Nápoles por la clasificación de UEFA para la Copa Mundial de Fútbol de 1974.

### Entrenador
| Periodo   | Club                  |
| --------- | --------------------- |
| 1980–1981 | Pescara Calcio        |
| 1981–1982 | Pisa SC               |
| 1982–1983 | Perugia Calcio        |
| 1983–1984 | Calcio Padova         |
| 1984–1985 | Perugia Calcio        |
| 1985–1986 | ACF Fiorentina        |
| 1987–1988 | Calcio Como           |
| 1990      | Ascoli Calcio 1898 FC |
| 1993      | ACF Fiorentina        |

## Logros

### Club
- Torneo di Viareggio (1): 1965
- Copa Italia (2): 1967/68, 1970/71

### Individual
- Miembro del Salón de la Fama del Torino FC en 2017.[3]